# 曾廷芝
曾廷芝（1516年—？），字子芳，一字瑞卿，號一川，湖廣漢陽府漢陽縣民籍江西廬陵縣人，明朝政治人物。

## 生平
嘉靖二十八年（1549年）己酉科湖廣鄉試第四十七名舉人，三十二年（1553年），登癸丑科第三甲第八十七名進士。大理寺观政，授山東昌邑知縣，三十八年九月選授工科給事中。四十年六月上恤民隐六事，十月论劾巡抚宣府都御史迟凤翔贪污残酷，四十一年二月升浙江按察司佥事。隆庆四年（1570年）降任四川漢州知州。

## 家族
曾祖曾處志；祖父曾紹洹；父曾貴。母羅氏。兄曾廷选。